# Paul Neumann (nuotatore)
Paul Neumann (Vienna, 13 giugno 1875 – Vienna, 9 febbraio 1932) è stato un nuotatore austriaco.
Partecipò alle gare di nuoto delle prime Olimpiadi moderne, nel 1896 ad Atene.
Neumann gareggiò nei 500m e nei 1200m stile libero, vincendo la gara dei 500m con un tempo di 8'12"6, beneficiando dell'assenza dalla competizione di Alfréd Hajós, che poco prima aveva vinto la gara dei 100m stile libero, saltando la gara per preparare i 1200m. Neumann non ebbe l'opportunità di riposarsi tra i 500m e i 1,200m, cosa che portò il suo ritiro nella gara più lunga.
Figlio di un medico ebreo conosciuto in tutto il mondo, Neumann guadagnò per la prima volta la notorietà quando vinse nel 1892 il Campionato Nazionale Austriaco di Nuoto in un fiume. Nel 1894, vinse il Campionato Nazionale Austriaco nei 500m stile libero, con il tempo di 9'24"2.
Dopo il successo delle Olimpiadi di Atene, Neumann emigrò negli Stati Uniti per diventare uno studente del German Medical College di Chicago.  In 1897, si trasferì nell'University of Pennsylvania, dove praticò pallanuoto. In seguito divenne un medico ed ottenne anche un dottorato in filosofia
Nel 1897, Neumann stabilì il record del mondo nelle gare di due, tre, quattro e cinque miglia, mentre gareggiava per la Chicago Athletic Association.  Lo stesso anno, vinse il campionato Nazionale statunitense e Canadese di Nuoto in Stile Libero. Nel 1898, fu campione nazionale canadese nelle 880 yarde stile libero.
Nel 1986, venne inserito nella International Swimming Hall of Fame, l'Hall of Fame internazionale dei nuotatori, come "pioniere".
Inoltre era membro dell'International Jewish Sports Hall of Fame.